# Distretto di Chacapampa
Il distretto di Chacapampa è uno dei ventotto distretti della provincia di Huancayo, in Perù. Si trova nella regione di Junín e si estende su una superficie di 120,72  chilometri quadrati.